# Fundusz Promocji Produktów Rolno-Spożywczych
Fundusz Promocji Produktów Rolno-Spożywczych – utworzony w celu wspierania marketingu rolnego, wzrostu spożycia oraz promocji produktów rolno-spożywczych. Fundusz ma za zadanie promocję zdrowej żywności, pochodzącej z upraw ekologicznych i spełniającej normy zdrowotne i fitosanitarne. Organizacyjnie i merytorycznie odpowiedzialnym za przebieg, realizację i kontrolę funduszy jest Krajowy Ośrodek Wsparcia Rolnictwa.

## Powołanie Funduszu
Na podstawie ustawy z 2009 r. o funduszach promocji produktów rolno-spożywczych ustanowiono Fundusz. Jednolity tekst ustawy o funduszach promocji produktów rolno-spożywczych został obwieszczony przez Marszałka Sejmu Rzeczypospolitej Polskiej w dniu 27 maja 2025 r. Ustawa pozostaje w ścisłym związku z rozporządzeniem Parlamentu Europejskiego i Rady (WE) nr 178/2002 z 2002 r. ustalające ogólne zasady i wymagania prawa żywnościowego, ustanawiające Europejski Urząd ds. Bezpieczeństwa Żywności oraz ustanawiające procedury w sprawie bezpieczeństwa żywnościowego oraz rozporządzenie Parlamentu Europejskiego i Rady (UE) nr 1308/2013 z 2013 r. ustanawiające wspólną organizację rynków produktów rolnych oraz uchylające rozporządzenia Rady (EWG) nr 922/72 (EWG) nr 234/79 (WE) nr 1037/2001 i (WE) nr 1234/2007.

## Rodzaje Funduszy
W 2009 r. utworzono 9 odrębnych funduszy promocji:
- Fundusz Promocji Mleka;
- Fundusz Promocji Mięsa Wieprzowego;
- Fundusz Promocji Mięsa Wołowego;
- Fundusz Promocji Mięsa Końskiego;
- Fundusz Promocji Mięsa Owczego;
- Fundusz Promocji Ziarna Zbóż i Przetworów Zbożowych;
- Fundusz Promocji Owoców i Warzyw;
- Fundusz Promocji Mięsa Drobiowego;
- Fundusz Promocji Ryb.

W 2019 r. w oparciu o znowelizowaną ustawę dodano Fundusz Promocji Roślin Oleistych.

## Zakres działania Funduszy
Fundusz Promocji Mleka wspierał:
- działania mające na celu informowanie o jakości i cechach, w tym zaletach mleka krowiego,
- działania mające na celu promocję spożycia mleka lub przetworów mlecznych,
- udział w wystawach i targach związanych z chowem lub hodowlą bydła mlecznego, produkcją lub przetwórstwem mleka,
- badania rynkowe dotyczące spożycia mleka i przetworów mlecznych, badania naukowe i prace rozwojowe mające na celu poprawę jakości mleka i przetworów mlecznych,
- działania mające na celu informowanie o korzyściach płynących z przeprowadzania oceny wartości użytkowej bydła,
- szkolenia producentów mleka i pierwszych podmiotów skupujący mleko.

Fundusz skupujące mięso różnych gatunków miał za zadanie:
- działania mające na celu informowanie o jakości i cechach oraz zaletach mięsa,
- udział w wystawach i targach związanych z chowem lub hodowlą zwierząt gospodarskich
- badania rynkowe dotyczące spożycia mięsa oraz jego przetworów,
- badania naukowe i prace rozwojowe mające na celu poprawę jakości mięsa oraz jego przetworów,
- szkolenia producentów i przetwórców mięsa,
- działalność krajowych organizacji branżowych.

Fundusze promocji związane z roślinami uprawnymi podejmowały:
- działania mające na celu informowanie o jakości i cechach, w tym zaletach roślin uprawnych,
- działania mające na celu promocję spożycia przetworów roślin uprawnych,
- udział w wystawach i targach związanych z produkcją lub przetwórstwem roślin uprawnych,
- badania rynkowe dotyczące spożycia przetworów roślin uprawnych,
- badania naukowe i prace rozwojowe mające na celu poprawę jakości roślin uprawnych,
- szkolenia producentów i przetwórców,
- działalność krajowych organizacji branżowych.

## Zarządzanie Funduszami
Każdy fundusz zarządzany jest przez komisję zarządzającą składającą się z 9 członków, w tym 3 przetwórców produktów rolnych właściwych dla danego funduszu, 5 producentów oraz 1 przedstawiciela izb rolniczych. Kadencja członków komisji zarządzających trwa 4 lata. Do zadań Krajowego Ośrodka Wsparcia Rolnictwa należy wyłącznie administrowanie funduszami promocji oraz obsługa rachunków bankowych poszczególnych funduszy.
Do kompetencji komisji zarządzających należy:
- reprezentowanie interesów branż, których dotyczą fundusze promocji, wobec ministra właściwego do spraw rynków rolnych, innych organów administracji publicznej w zakresie zarządzania funduszem promocji właściwym dla danej branży;
- ustalanie zasad gospodarowania środkami finansowymi danego funduszu promocji określających przede wszystkim szczegółowe warunki i tryb przedkładania propozycji programów oraz działań;
- opracowywanie planu finansowego funduszu;
- sporządzanie sprawozdania rzeczowego funduszu;
- uchwalanie regulaminu danej komisji;
- opracowywanie strategii promocji dla branż, których dotyczą fundusze promocji.

Ministrowi właściwemu do spraw rynków rolnych przekazywano:
- dane komisji,
- zasady gospodarowania środkami finansowymi danego funduszu promocji i planów finansowych danego funduszu promocji w zakresie realizacji celów,
- sprawozdania rzeczowe i sprawozdania z wykonania planu finansowego funduszy promocji,
- strategie promocji opracowanej dla branży.

Wpłaty na tworzenie funduszu są zróżnicowane w zależności od podmiotu dokonujące skup, w tym:
- do wpłat na Fundusz Promocji Mleka zobowiązane są podmioty skupujące mleko w wysokości 0,001 zł od każdego skupionego przez nie kilograma mleka,
- do wpłat na pozostałe Fundusze zobowiązani są przedsiębiorcy prowadzący działalność gospodarczą w wysokości 0,1% wartości netto, będących przedmiotem czynności podlegających opodatkowaniu podatkiem od towarów i usług.

Do kompetencje Dyrektora Generalnego Krajowego Ośrodka Wsparcia Rolnictwa należy:
- dysponowanie środkami funduszy promocji na podstawie uchwał komisji zarządzających,
- zapewnia obsługę prawną oraz techniczno-biurową funduszy i komisji,
- sporządza sprawozdania z wykonania planu finansowego funduszy,
- ustala w drodze decyzji wysokości wpłat na Fundusz Promocji Mleka,
- odmawia realizacji uchwał komisji zarządzających niezgodnych z przepisami prawa.